# Women for Women International
Women for Women International (WfWI), är en internationell organisation för kvinnors rättigheter, grundad i Washington D.C. 1993.
Organisationen verkar för kvinnors rättigheter, specifikt för att hjälpa kvinnor att återuppbygga sina liv under och efter krig.